# Donnie Hansen
Donnie Hansen   (Simi Valley, 10 de març de 1959) és un antic pilot professional de motocròs nord-americà que va competir als Campionats AMA de motocròs entre el 1979 i el 1982. Aquest darrer any, després de guanyar-ne els títols de campió de motocròs i de supercross de 250cc, va haver de posar fi a la seva carrera a causa d'un accident que patí mentre s'entrenava al circuit particular de Rolf Dieffenbach, a Alemanya. Només dos dies abans, el 29 d'agost de 1982, Hansen havia guanyat el seu primer Gran Premi, el de Suècia de 250cc.
Donnie Hansen és recordat per haver format part, al costat de Johnny O'Mara, Chuck Sun i Danny LaPorte, del primer equip dels Estats Units de la història que va guanyar el Motocross des Nations i el Trophée des Nations, el 1981. Juntament amb els altres tres, el 2002 va rebre el premi Edison Dye a la trajectòria i el 2003 va ser incorporat a l'AMA Motorcycle Hall of Fame.

## L'accident d'Alemanya
Mentre s'entrenava a Alemanya, Hansen va caure de forma esgarrifosa en aterrar després d'un salt i va picar de cap a terra. La caiguda el deixà dues setmanes en coma i, un cop despert, comprovà que havia perdut mobilitat a tota la part dreta del cos. Tornat als Estats Units, l'hospitalitzaren dues setmanes més i se sotmeté a un intens tractament de rehabilitació, però mai més no tornà a ser el mateix. Passats uns mesos, pensant que ja estava recuperat, va intentar tornar a córrer però es va adonar que no es podia concentrar ni pilotar com abans. Havia perdut ritme, equilibri i sentit de la profunditat. A començaments de 1983 va tornar a intentar-ho amb el mateix resultat. En adonar-se que tot s'havia acabat per a ell, va retirar-se aquell mateix dia de les competicions.
Actualment, Donnie Hansen dirigeix la seva pròpia escola de motocròs, la DHMA, des d'on forma joves principiants arreu dels Estats Units.

## Palmarès
Títols per any
| Any  | Equip | Campionat             | Classe |
| ---- | ----- | --------------------- | ------ |
| 1981 | Honda | Motocross des Nations | -      |
| 1981 | Honda | Trophée des Nations   | -      |
| 1982 | Honda | AMA Supercross        | 250cc  |
| 1982 | Honda | AMA Motocross         | 250cc  |